# Köýtendag
Köýtendag, trước đây mang tên Çarşangy, là một thành phố ở huyện Köýtendag thuộc tỉnh Lebap, Turkmenistan. Vào ngày 27 tháng 7 năm 2016, theo Nghị quyết số 425-V của Quốc hội, thị trấn Köýtendag đã được nâng cấp thành "thành phố trực thuộc huyện".

## Tên gọi
Tên gọi của thành phố được ghép từ Köýten (một từ có nguồn gốc Ba Tư mang nghĩa là "núi hẹp") và dag (có nghĩa là núi trong tiếng Turkmen).

## Địa lý
Köýtendag nằm ở độ cao 265 mét trên bờ sông Amu Darya, tạo thành biên giới tự nhiên với tỉnh Jowzjan, Afghanistan. Thị trấn Qarqin của Afghanistan nằm ở phía đối diện của con sông. Köýtendag nằm gần điểm cực đông của tỉnh Lebap. Các vùng đồng bằng bao quanh sông Amu Darya khá bằng phẳng. Gần sông, đất đai khá màu mỡ và có thể trồng trọt được nhưng càng xa sông đất đai càng trở nên khô cằn. Dãy Köýtendag gần đó có ngọn núi cao nhất của Turkmenistan, Aýrybaba, với độ cao 3.138 mét (10.295 ft).

### Khí hậu
Köýtendag có khí hậu sa mạc nóng (phân loại khí hậu Köppen BWh) với mùa đông mát mẻ và mùa hè rất nóng. Lượng mưa nhìn chung nhẹ và thất thường, chủ yếu xuất hiện vào các tháng mùa đông và mùa thu.
| Dữ liệu khí hậu của Köýtendag            | Dữ liệu khí hậu của Köýtendag | Dữ liệu khí hậu của Köýtendag | Dữ liệu khí hậu của Köýtendag | Dữ liệu khí hậu của Köýtendag | Dữ liệu khí hậu của Köýtendag | Dữ liệu khí hậu của Köýtendag | Dữ liệu khí hậu của Köýtendag | Dữ liệu khí hậu của Köýtendag | Dữ liệu khí hậu của Köýtendag | Dữ liệu khí hậu của Köýtendag | Dữ liệu khí hậu của Köýtendag | Dữ liệu khí hậu của Köýtendag | Dữ liệu khí hậu của Köýtendag |
| Tháng                                    | 1                             | 2                             | 3                             | 4                             | 5                             | 6                             | 7                             | 8                             | 9                             | 10                            | 11                            | 12                            | Năm                           |
| ---------------------------------------- | ----------------------------- | ----------------------------- | ----------------------------- | ----------------------------- | ----------------------------- | ----------------------------- | ----------------------------- | ----------------------------- | ----------------------------- | ----------------------------- | ----------------------------- | ----------------------------- | ----------------------------- |
| Cao kỉ lục °C (°F)                       | 26.0 (78.8)                   | 29.4 (84.9)                   | 34.8 (94.6)                   | 39.6 (103.3)                  | 43.5 (110.3)                  | 49.0 (120.2)                  | 48.0 (118.4)                  | 49.0 (120.2)                  | 41.6 (106.9)                  | 36.7 (98.1)                   | 34.1 (93.4)                   | 27.0 (80.6)                   | 49.0 (120.2)                  |
| Trung bình ngày tối đa °C (°F)           | 10.2 (50.4)                   | 12.7 (54.9)                   | 18.7 (65.7)                   | 26.2 (79.2)                   | 32.1 (89.8)                   | 38.0 (100.4)                  | 39.5 (103.1)                  | 37.8 (100.0)                  | 32.6 (90.7)                   | 25.6 (78.1)                   | 18.1 (64.6)                   | 12.3 (54.1)                   | 25.3 (77.6)                   |
| Trung bình ngày °C (°F)                  | 5.2 (41.4)                    | 7.6 (45.7)                    | 13.1 (55.6)                   | 20.1 (68.2)                   | 25.5 (77.9)                   | 30.7 (87.3)                   | 32.1 (89.8)                   | 29.7 (85.5)                   | 24.2 (75.6)                   | 17.7 (63.9)                   | 11.5 (52.7)                   | 7.0 (44.6)                    | 18.7 (65.7)                   |
| Tối thiểu trung bình ngày °C (°F)        | 0.7 (33.3)                    | 2.5 (36.5)                    | 7.6 (45.7)                    | 13.7 (56.7)                   | 18.2 (64.8)                   | 22.4 (72.3)                   | 23.7 (74.7)                   | 21.0 (69.8)                   | 15.5 (59.9)                   | 9.9 (49.8)                    | 5.3 (41.5)                    | 2.3 (36.1)                    | 11.9 (53.4)                   |
| Thấp kỉ lục °C (°F)                      | −20.6 (−5.1)                  | −14.0 (6.8)                   | −5.4 (22.3)                   | 0.2 (32.4)                    | 4.4 (39.9)                    | 8.0 (46.4)                    | 7.7 (45.9)                    | 10.0 (50.0)                   | 4.0 (39.2)                    | −5.1 (22.8)                   | −8.0 (17.6)                   | −15.7 (3.7)                   | −20.6 (−5.1)                  |
| Lượng Giáng thủy trung bình mm (inches)  | 15.4 (0.61)                   | 9.2 (0.36)                    | 22.9 (0.90)                   | 15.3 (0.60)                   | 12.3 (0.48)                   | 0.4 (0.02)                    | 3.2 (0.13)                    | 1.5 (0.06)                    | 6.6 (0.26)                    | 6.9 (0.27)                    | 6.8 (0.27)                    | 21.8 (0.86)                   | 122.3 (4.82)                  |
| Số ngày giáng thủy trung bình (≥ 0.1 mm) | 7.8                           | 8.9                           | 6.0                           | 3.8                           | 1.8                           | 0.4                           | 0.0                           | 0.0                           | 0.3                           | 1.6                           | 5.1                           | 6.8                           | 42.5                          |
| Độ ẩm tương đối trung bình (%)           | 69.9                          | 63.0                          | 51.6                          | 45.6                          | 35.0                          | 25.6                          | 24.8                          | 27.0                          | 32.1                          | 41.5                          | 58.9                          | 70.0                          | 45.4                          |
| Nguồn: climatebase.ru                    |                               |                               |                               |                               |                               |                               |                               |                               |                               |                               |                               |                               |                               |

## Giao thông
Köýtendag nằm trên một nhánh của tuyến đường sắt xuyên Caspi. Tuyến này khởi đầu từ Samarkand ở Uzbekistan, chạy qua vùng viễn đông của Turkmenistan sau đó quay trở lại thành phố Termez ở Uzbekistan và cuối cùng là Dushanbe ở Tajikistan.
Đường cao tốc P-37 nối thành phố với Kerki ở phía tây và biên giới với Uzbekistan ở phía đông.